# System irygacyjny Urartu

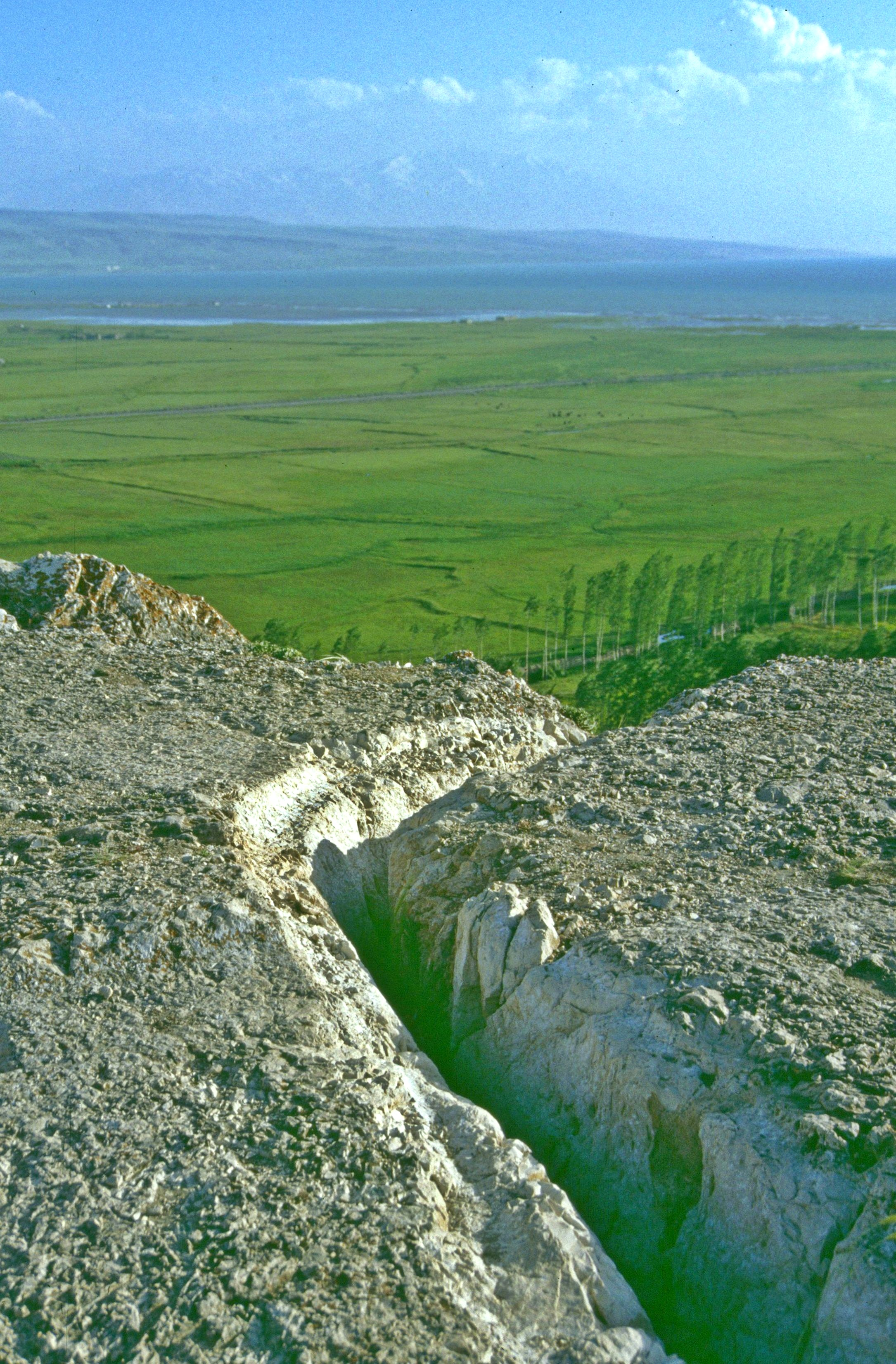
Odcinek Kanału Menui

System irygacyjny Urartu był jednym z kluczowych elementów gospodarki tego starożytnego państwa, które istniało od IX do VI wieku p.n.e. na terenie dzisiejszej Armenii, wschodniej Turcji oraz północno-zachodniego Iranu. Z uwagi na surowe warunki naturalne (suchy klimat oraz górzysty teren) rolnictwo w Urartu wymagało sztucznego nawadniania, co stało się konieczne dla rozwoju społeczeństwa i gospodarki.
Urartyjskie systemy sztucznego nawadniania były zarówno technicznym osiągnięciem, jak i ważnym elementem polityki, religii i gospodarki. Dzięki nim królowie przy wsparciu centralnego aparatu władzy mogli zarządzać dużymi obszarami o trudnych warunkach klimatycznych, zwiększać produkcję rolną oraz integrować różnorodne społeczności.

## Czynniki prowadzące do powstania systemu irygacyjnego
Kwestia wprowadzenia zaawansowanych systemów irygacji jest przedmiotem dyskusji naukowych. Początkowo sądzono, że system powstał w związku ze zmianami klimatycznymi, prowadzącymi do okresowych susz i niedoborów wody. Badania klimatyczne przeprowadzone w regionie jeziora Wan nie potwierdziły jednak tej hipotezy. Analiza pyłków roślinnych wskazuje, że klimat wschodniej Anatolii, Armenii i północno-wschodniego Iranu w okresie istnienia Urartu był zbliżony do współczesnego. Oznacza to, że region nie doświadczał długotrwałych okresów suszy, które mogłyby uzasadnić konieczność budowy skomplikowanych systemów nawadniania. Warunki naturalne, choć charakteryzowały się sezonowymi wahaniami opadów, zwłaszcza w okresie letnim, były ogólnie sprzyjające rolnictwu. Istniejące zasoby wodne były wystarczające do zaspokojenia potrzeb rolnictwa, opierającego się na naturalnych cyklach hydrologicznych. Rola irygacji w urartyjskim rolnictwie była zatem bardziej złożona. Choć w niektórych regionach, takich jak dolina Araksu czy dorzecze Muratu, nawadnianie było niezbędne ze względu na specyficzne warunki glebowo-klimatyczne, w większości obszarów królestwa pełniło raczej funkcję uzupełniającą. Sztuczne nawadnianie pozwalało zwiększyć plony, stabilizować produkcję rolną i zapewnić żywność dla rosnącej populacji.
Przed powstaniem królestwa Urartu na badanym obszarze nie odnotowano szeroko zakrojonych prac irygacyjnych. Rozwój systemów nawadniania rozpoczął się wraz z konsolidacją władzy i powstawaniem struktur państwowych. Istnieje zależność między rozwojem irygacji, wzrostem demograficznym i centralizacją władzy. Budowa i utrzymanie rozległych systemów nawadniających wymagała skoordynowanych działań na dużą skalę, co sprzyjało umocnieniu władzy centralnej, która była niezbędna do podejmowania decyzji związanych z budową i utrzymaniem systemów irygacyjnych. Natomiast rozbudowa systemów nawadniania umożliwiała zwiększenie produkcji rolnej, co prowadziło do wzrostu liczby ludności i umacniania pozycji państwa. Mimo związku między tymi trzema czynnikami, nie można mówić o jednym modelu, który by opisywał ich wzajemne wpływy. Konkretne oddziaływania mogły się różnić w zależności od warunków lokalnych i dziejowych.
Głównym czynnikiem wzrostu populacji Urartu były deportacje. Inskrypcje królewskie wskazują na masowe przesiedlania ludności podbitej. Za panowania Argisztiego I (786–764 p.n.e.) i Sarduriego II (764–735 p.n.e.) do państwa przesiedlono łącznie około pół miliona jeńców. Przyrost ludności mógł wymusić konieczność rozbudowy systemów irygacyjnych, aby zaopatrzyć rozwijające się społeczeństwo w żywność. Jeńcy byli osiedlani w różnych regionach królestwa, często w nowo budowanych lub rozbudowywanych ośrodkach administracyjnych. Miało to na celu zarówno wzmocnienie kontroli nad podbitymi terytoriami, jak i wykorzystanie siły roboczej do rozwoju rolnictwa. Lokacja nowych osad nie była uzależniona wyłącznie od dostępności naturalnych źródeł wody. Budowa systemów irygacyjnych była ściśle związana z tworzeniem sieci osadniczej. Kanały i zbiorniki wodne służyły nie tylko do nawadniania pól, ale także zaopatrywały w wodę twierdze i miasta. Tak, dla przykładu, miasto-twierdzę Erebuni zaopatrywano w wodę za pomocą systemu kamiennych rurociągów, które doprowadzały ją z oddalonych o 7 km gór garnijskich.

## System irygacyjny a transformacja społeczno-polityczna
Wprowadzenie irygacji przyczyniło się do wzrostu produkcji rolnej, co umożliwiało powstanie nadwyżek żywności, z kolei to wywarło dodatni wpływ na rozwój innych gałęzi działalności, niezwiązanych bezpośrednio z rolnictwem, a w konsekwencji – do powstania bardziej złożonych podziałów społecznych. Istniejący system zarządzania państwem przeszedł transformację, gdyż państwo musiało dostosować się do nowych wyzwań związanych z funkcjonowaniem systemu irygacyjnego, co wymagało rozszerzenia kompetencji władzy na różnych szczeblach hierarchii administracyjnej. Odpowiedzialność władzy wzrosła o nowe aspekty: techniczne – budowa i konserwacja systemu sztucznego nawadniania, społeczne – zarządzanie siłą roboczą, polityczne – organizacja aparatu zarządzania i kontroli nad systemem, określenie praw dostępu do wody i militarna ochrona zasobów wodnych, religijne – przeprowadzanie okolicznościowych rytuałów religijnych.
Prace irygacyjne były nadzorowane przez najwyższy szczebel administracyjny, co potwierdzają inskrypcje królewskie i skala przedsięwzięć. Władca podejmował decyzję o budowie kanałów i zbiorników wodnych oraz inicjował prace. Skomplikowany charakter tych projektów wymagał jednak kooperacji różnych grup. Przykładem jest inskrypcja z Keşiş Gölü, gdzie opisano, że Rusa II (685–639 p.n.e.) dostarczył narzędzia do budowy kanału. Nie wiadomo, czy takie zaangażowanie króla było normą, ale inskrypcje podkreślają państwowy charakter tych prac. Nie jest też pewne, czy rola władcy kończyła się na podjęciu decyzji o budowie, czy obejmowała także późniejsze utrzymanie systemów irygacyjnych. Możliwe, że naprawy i konserwacja były realizowane lokalnie lub na szczeblu państwowym, jednak trwałość wielu obiektów, takich jak Kanał Menui, wskazuje na ich solidne wykonanie i niewielkie potrzeby konserwacyjne.
Kontrola nad odpowiednimi rytuałami religijnymi związanymi z pracami irygacyjnymi jest wspomniana tylko w jednej inskrypcji ze steli Rusy II odnalezionej w okolicy Karmir Blur. Z tekstu wynika, że z okazji otwarcia kanału złożono ofiary z owiec i koźlęcia na cześć Chaldiego, Tejszeby i Sziwiniego – bóstw urartyjskich, w tym przypadku gwarantów prawdziwości inskrypcji fundacyjnych. Pojawia się tam także nieznane – być może lokalne lub opiekujące się pracami melioracyjnymi – bóstwo aniqu, któremu ofiarowano kozę.
Znaczenie polityczne irygacji potwierdza sposób prezentacji inskrypcji – na murach kanałów, stelach i naskalnych płytach, a także w rocznikach królewskich. Standardowa inskrypcja fundacyjna składała się z inwokacji do boga Chaldiego, części informacyjnej i formuły przekleństwa, co stawiało prace irygacyjne na równi z budową miast i twierdz. Kanały często nosiły imiona królów, jak Kanał Menui czy Kanał Rusy, co mogło podkreślać wolę władcy w ich powstaniu lub wskazywać na ich własność. Podobnie postępowano w przypadku twierdz, co dodatkowo uwidaczniało rolę monarchy w tych projektach. Inskrypcje, takie jak UKN 276, sugerują również, że kanały mogły pełnić funkcję prawną. Sformułowania typu niech ten kanał nawadnia te miasta mogły nadawać osiedlom prawo do korzystania z wody. Mimo braku szczegółowych danych, można przypuszczać, że w Urartu istniały bardziej precyzyjne zasady dotyczące zarządzania zasobami wodnymi.

## Organizacja systemu irygacyjnego
Organizacja prac nad budową kanałów pozostaje w dużej mierze nieznana. Skala przedsięwzięć wskazuje, że mogła istnieć odrębna administracja zarządzająca siłą roboczą, zwłaszcza w przypadku krótkoterminowych, intensywnych prac. Jeśli jednak budowa była rozłożona w czasie, prawdopodobnie organizacja robót miała mniej formalny charakter. Z analizy inskrypcji wynika również, że w wielu przypadkach budowa kanałów irygacyjnych mogła przebiegać równolegle z wznoszeniem twierdz, które te kanały miały zaopatrywać w wodę. Na jedenaście regionów, w których władcy Urartu realizowali prace irygacyjne, w siedmiu przypadkach można zaobserwować zbieżność tych działań z budową miast. To sugeruje, że raz zorganizowane grupy robotników mogły być wykorzystane zarówno przy budowie kanałów, jak i fortyfikacji.
Urartyjczycy wykorzystywali szereg zaawansowanych technik inżynieryjnych, aby zapewnić stały dopływ wody do swoich miast i pól uprawnych. Dotychczas odkryto ponad 15 pozostałości po tych konstrukcjach irygacyjnych.  Najczęściej stosowanym rozwiązaniem były naziemne kanały wodne, które pobierały wodę z rzek lub ze sztucznych zbiorników wodnych. Często kanały przegradzano tamami. Następnie woda była rozprowadzana poprzez rozbudowaną sieć kanałów, które umożliwiały nawadnianie pól, a także dostarczały ją do miast.
Istotnym elementem polityki wewnętrznej Urartu była ochrona zasobów wodnych, co potwierdza budowa licznych twierdz oraz strażnic w pobliżu źródeł wody i kanałów. Jednym z przykładów takiego zabezpieczenia jest system w Toprak-kale, gdzie nad źródłem znajdowała się kwadratowa budowla o bokach 5 metrów, pełniąca funkcję strażnicy. Podobne konstrukcje były odkrywane także w innych regionach, np. we wschodniej Anatolii, gdzie pełniły rolę ochrony przed codziennymi zagrożeniami. Jednak w przypadku zorganizowanych ataków strażnice te były niewystarczające.

## Kanał Menui (Szamiram, Samiram-Su)

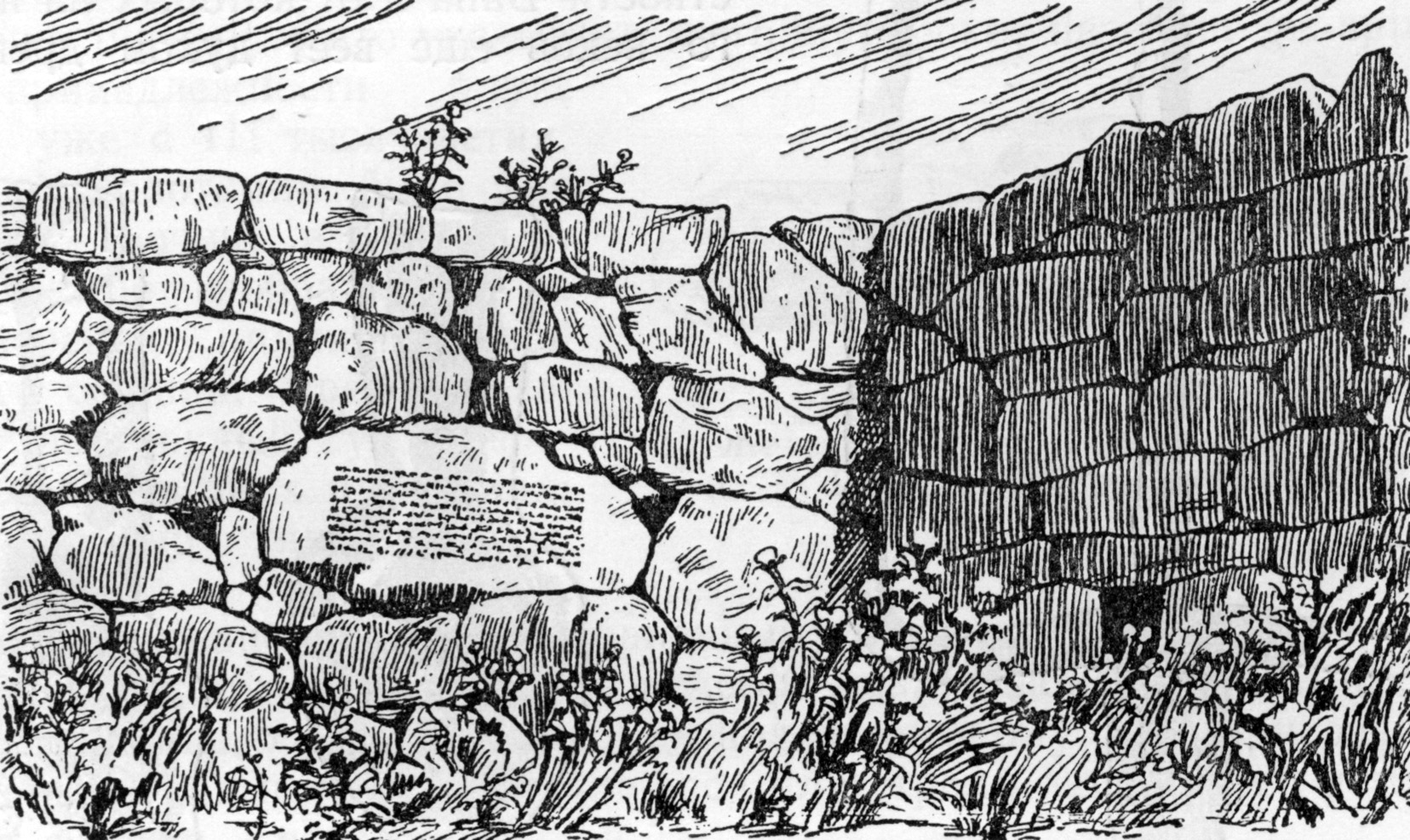
XIX-wieczny szkic przedstawiający odcinek Kanału Menu z inskrypcją królewską

Najlepiej, zachowanym do dziś, przykładem urartyjskiego systemu irygacyjnego jest Kanał Menui, wybudowany za czasów króla Menui (810–785 p.n.e.). W starożytności kanał dostarczał wodę ze źródeł w dolinie Hoşap do Tuszpy. Miał długość 56 km, głębokość 1,5 m i szerokość 4,5 m. Woda z prędkością 3 m/s płynęła korytem wyżłobionym w koronie muru wzniesionego z dopasowanych do siebie bez użycia spoiwa dużych bloków kamiennych. Wysokość muru w niektórych miejscach sięgała 20 m wysokości. Tam, gdzie ukształtowanie terenu, np. w stromych wąwozach, nie pozwalało na przeprowadzenie kanału na murze cyklopowym, jego koryto żłobiono w skałach, które przed erozją zabezpieczono nieociosanymi blokami z kamienia. Natomiast w miejscach, gdzie trajektorię kanału przecinały mniejsze rzeki, wodę poprowadzono akweduktami – w wydrążonych i uszczelnionych pniach drzew. Na całej długości od Kanału Menui odprowadzono mniejsze kanały, na których prawdopodobnie pracowały młyny wodne. Po przekroczeniu rzeki Hoşap Kanał Szamiram skręca na zachód. W odległości 100 m od mostu nad Hoşap rozpoczyna się seria inskrypcji Menui, pierwsza z których została umieszczona na wysokości 15 m. Ogółem na murze kanału odkryto 14 inskrypcji królewskich umieszczanych zazwyczaj w miejscach, gdzie prace przy budowie wymagały większego nakładu sił. Teksty inskrypcji liczą od trzech do czternastu wersów, każda zawiera fragment Menua, syn Iszpuini, ten kanał zbudował, imię jego „Kanał Menui”. Niekiedy w tekście pojawia się klątwa wobec tego, kto zburzy kanał lub przypisze sobie jego budowę.
Kanał Menui był prawdopodobnie strzeżony – przy ujściu Hoşap odkryto pozostałości twierdzy obronnej, obsada której mogła obserwować całą dolinę położoną na południowo-wschodnim brzegiem jeziora Wan.

## Inne kanały Menui
Z czasów panowania Menui zachowało się jeszcze sześć inskrypcji, upamiętniających budowę kanałów. Jedna z nich została odnaleziona w Berkri, na północno-wschodnim brzegu jeziora Wan. Prawdopodobnie jej tekst nawiązuje do istniejącego jeszcze kanału, który odpływa od strumienia Bendimahi. Kanał ten odprowadza wodę na teren położony powyżej poziomu rzeki. Został wzmocniony potężnym murem cyklopowym. Kanały, powstałe czasach Menui, odkryto także na północ od Wanu oraz w dolinach na lewym brzegu Muratu.

## Kanał Rusy (Rusa-Turna)
Za panowania Rusy II przeprowadzono obszerne prace irygacyjne, które za pomocą systemu zapor miały doprowadzić wodę do nowej stolicy – Rusahinili. Jezioro Keşiş Gölü, położone około 30 km na wschód od Rusahinili, zostało przekształcone w sztuczny zbiornik wodny, o czym świadczy znaleziona na jego brzegach stela z pismem klinowym. Jego naturalne odpływy zablokowano od południa dwoma murowanymi tamami o grubości 7 m, odstępy między którymi wypełniono ziemią. Przypuszcza się, że konstrukcja zaporowa mogła mieć do 6 m wysokości i 62 m długości. Woda z Keşiş Gölü była doprowadzana zmienionym korytem rzeki Alaini i za pomocą północnej tamy prawdopodobnie kierowano ją do sztucznego zbiornika Sihke zlokalizowanego około 3 km na północny wschód od stolicy. Od wschodu do Sihke doprowadzno wodę za pośrednictwem tamy Köşebaşı, wzniesionej w odległości około 6,5 km od zbiornika. Na południe od Sihke z bloków wapiennych ułożono mur licowy zapor wodnych o wysokości do 3 m. Dno w odstępach, mierzących od 6 do 17 m szerokości i 342 m długości, pomiędzy zaporami wzmocniono kamieniami i ziemią.

## Kanaty
Przypuszcza się, że w Urartu mógł istnieć kanatowy system irygacyjny, choć badania archeologiczne jak dotychczas nie potwierdziły tej teorii. Na początku XX wieku Jacques de Morgan opisał kanaty wokół jeziora Urmia, jednak nie wiadomo, w jakich czasach one powstały. W dwudziestoleciu międzywojennym Carl F.F. Lehmann-Haupt stwierdził, że kanaty istniały między Wanem a Araksem. 
Temat istnienia urartyjskich kanatów był zgłębiany w połowie XX wieku przez  Jørgena Læssøe. Swoją teorię o kanatach urartyjskich Læssøe oparł na analizie Listu do boga Aszura, w którym Sargon II opisuje konstrukcje irygacyjne w twierdzy Ulhu zaobserwowane podczas swojej kampanii wojennej przeciwko Urartu w 714 roku p.n.e., oraz na porównaniu jej do konstrukcji, odprowadzających nadmiar wody z zigguratów w Asyrii. Edwin M. Wright, przemierzając trasę, którą Asyryjczycy najechali Urartu, stwierdził, że w raporcie Sargona II opisany został system irygacyjny dostosowany do zachowania rzeki Zola i właściwości geologicznych doliny Salmas, która ma hermetyczną skałę lub warstwę glinę tuż pod glebą, w związku z czym cała woda zbiera się do kanałów przy wlocie doliny, a w odległości 1,5 km Zola ponownie się napełnia dzięki podziemnym źródłom.
Być może za kanaty uznano prowadzące do zbiorników wody wydrążone celowo tunele, które miejscami pokrywały się z naturalnym ukształtowaniem terenu. Takie tunele znane są z badań archeologicznych Rusahinili, gdzie odkryto spiralne schody do pomieszczenia, z którego pobierano wodę. Do komnaty został doprowadzony kanał ze źródła zlokalizowanego w odległości 1,5 km od twierdzy.